# Federación de Hermanas Vicencianas de Estrasburgo
La Federación de Hermanas Vicentinas de Estrasburgo es una unión de diversas sociedades de vida apostólica e institutos de vida consagrada de la Iglesia católica, establecida en 1970, entre los miembros de la Familia vicenciana de tradición alemana, que surgieron, en su mayoría, de la Congregación de Estrasburgo.

## Historia

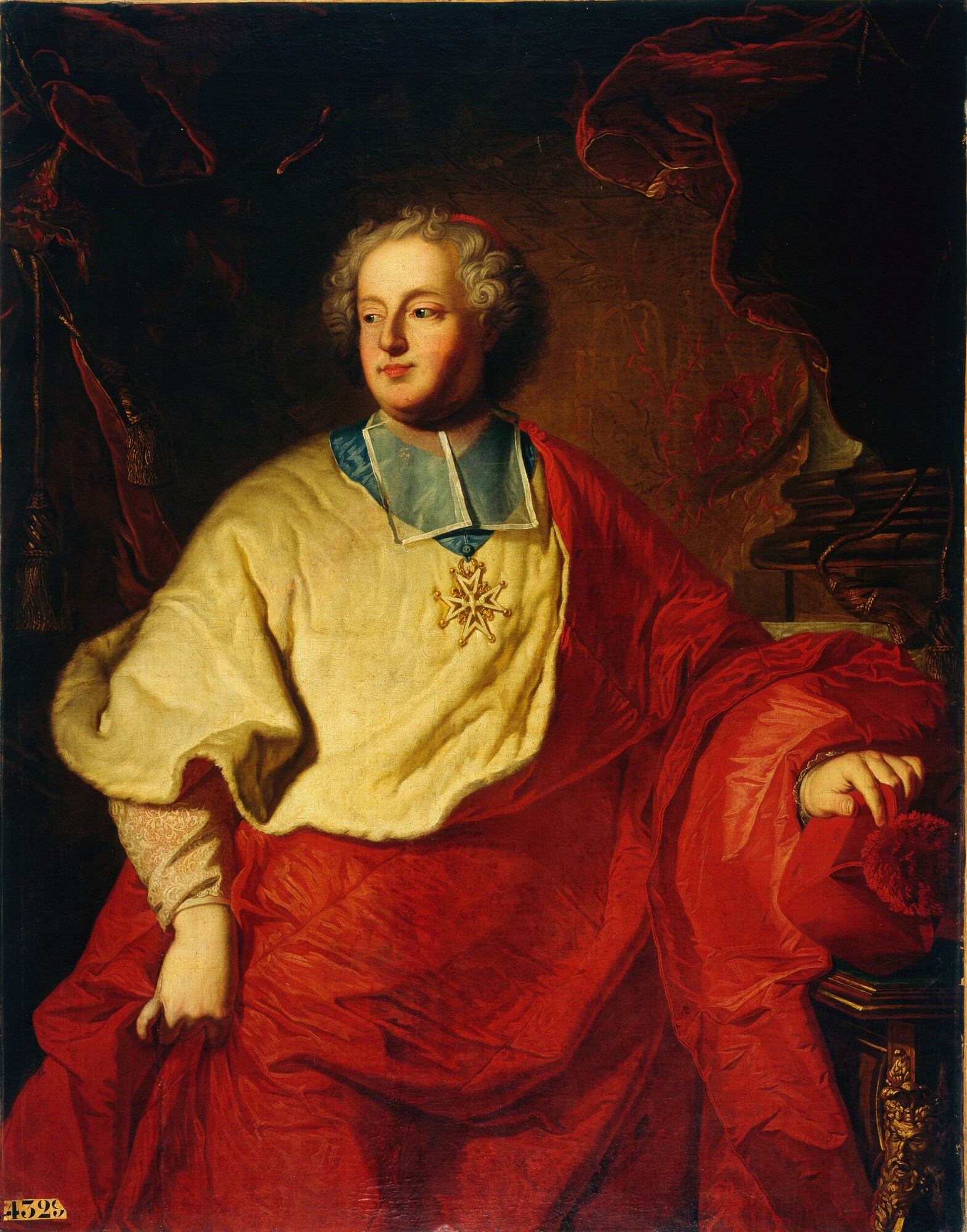
Armand Gaston Maximilien de Rohan (1674-1749), fundador de la congregación de Estrasburgo, que dio origen a los institutos que hoy forman parte de la Federación de Hermanas Vicentinas.

Los orígenes de las Hermanas de la Caridad se remontan a 1633, cuando los religiosos franceses Vicente de Paúl y Luisa de Marillac fundan a las Hijas de la Caridad, para el servicio de los enfermos y de los pobres. En 1734 el príncipe obispo de Estrasburgo, Armand Gaston Maximilien de Rohan fundó una comunidad en su diócesis de hermanas de caridad, basándose en las constituciones de Vicente de Paúl. Desde Estrasburgo, la comunidad se expandió especialmente en el mundo de habla alemana a mediados del siglo XIX. De estas fundaciones surgieron congregaciones independientes que, desde 1970, sin perder su autonomía, formaron la Federación de las Hermanas Vicentinas de Estrasburgo.

## Organización
Los institutos y sociedades miembros de la federación se ven a sí mismos como una gran familia, sin embargo cada uno mantiene su libertad e independencia. Las tareas de la Federación son el mantenimiento de la espiritualidad vicenciana y la ayuda mutua en las áreas generales de la educación y las obras. Estos incluyen cursos anuales de formación para postulantes y novicias. La federación hace parte de la Familia vicenciana, compuesta por otras federaciones, sociedades, asociaciones (religiosas y laicales) y congregaciones independientes.
Las tareas principales de las hermanas de la caridad de tradición aelamana son la enfermería y la educación. El número total de miembros de la federación es de aproximadamente 4500 hermanas.

## Miembros
Son miembros de la Federación de Hermanas Vicentinas de Estrasburgo las siguientes sociedades e institutos que siguen la espiritualidad y misión de Vicente de Paúl, según la tradición de la Congregación de Estrasburgo:
- Hermanas de la Caridad de Estrasburgo (Francia), fundadas por el cardenal Armand Gaston Maximilien de Rohan en 1734.
- Hermanas de la Caridad de San Vicente de Paúl de Augsburgo (Alemania), fundadas a partir de la independencia de las vicentinas de Múnich en 1896.
- Hermanas de la Caridad de San Vicente de Paúl de Friburgo (Alemania), fundadas a partir de la independencia de la Congregación de Estrasburgo en 1970.
- Hermanas de la Caridad de San Vicente de Paúl de Fulda (Alemania), fundadas por Johann Leonhard Pfaff en 1851.
- Hermanas de la Caridad de San Vicente de Paúl de Happenheim (Alemania), fundadas en 1921.
- Hermanas de la Caridad de San Vicente de Paúl de Hildesheim (Alemania), fundadas por Eduard Jakob Wedekin en 1857.
- Hermanas de la Caridad de San Vicente de Paúl de Innsbruck (Austria), fundadas por Carolina Augusta de Baviera en 1839.
- Hermanas de la Caridad de San Vicente de Paúl de Mananthavady (India), fundadas en 1976.
- Hermanas de la Caridad de San Vicente de Paúl de Múnich (Alemania), fundadas por el rey Luis I de Baviera en 1832.
- Hermanas de la Caridad de San Vicente de Paúl de Paderborn (Alemania), fundadas por Friedrich Klemens von Ledebur en 1841.
- Hermanas de la Caridad de San Vicente de Paúl Suwon (Corea del Sur), fundadas en 2005.
- Hermanas de la Caridad de San Vicente de Paúl de Untermarchtal (Alemania), fundadas a partir de la independencia de la Congregación de Estrasburgo en 1858.
- Hermanas de la Caridad de San Vicente de Paúl de Viena (Austria), fundadas en Austria por Josefa Nikolina Lins en 1835.
- Hermanas de la Caridad de San Vicente de Paúl de Zagreb (Coracia), fundadas en Croacia por el cardenal Juraj Haulík en 1856.
- Hermanas de la Caridad de San Vicente de Paúl de Zams (Austria), fundadas por Nikolaus Tolentino Schuler en 1826.
- Provincia austriaca de las Hijas de la Caridad de San Vicente de Paúl con casa provincial en Graz.